# Estación de Barreiro (Sur del Tajo)
La Estación Ferroviária de Barreiro, originalmente denominada Estación de Ferrocarril de Barreiro, fue una infraestructura ferroviaria de la Línea de Alentejo, construida por la Compañía Nacional de Ferrocarriles al Sur del Tajo para servir de plataforma entre los diversos servicios ferroviarios al sur del Río Tajo con los transportes fluviales a Lisboa, en Portugal.

## Características y servicios
Esta plataforma se encuentra retirada del servicio.

## Historia
El proyecto original para el Ferrocarril del Sur implicaba que la estación inicial, donde se haría la transferencia entre las composiciones y los transportes fluviales a Lisboa, fuese basada en el Montijo; no obstante, antes de que se iniciase la construcción, se cambió el lugar de la estación a Barreiro, debido al hecho de que esta región ofrecía un puerto natural para las embarcaciones, en el Valle del Zebro, mientras que en Montijo, tendría que ser construido un puerto artificial, con un gran coste.
El tramo entre Barreiro y Bombel del Ferrocarril del Sur (posteriormente denominado Línea del Sur y después integrado en la Línea de Alentejo) fue abierto a la explotación el 15 de junio de 1857, pero esta plataforma fue inaugurada en 1861, año en que fue concluida la conexión a Vendas Novas.
El edificio, de grandes dimensiones, tenía, en el momento de su inauguración, una fachada con cerca de 65 metros de longitud, 16 arcos para ventanas y puertas, un reloj en el frontal, y tres portones, presentando las mejores condiciones para su uso ferroviario; no obstante, la localización de este edificio generó varias críticas, por el hecho de que se situaba a tan sólo dos kilómetros de distancia del Muelle del Mexilhoeiro, donde paraban los barcos. En 1884, fue sustituida por la Estación del Sur y Sudeste, que se situaba junto al embarcadero, siendo la conexión ferroviaria entre ambas infraestructuras abierta a la explotación el 20 de diciembre del mismo año. La antigua plataforma pasó a ser utilizada como oficina de tracción, siendo posteriormente usado para ubicar el Grupo Oficinal de Barreiro, que fue integrado en la Empresa de Mantenimiento de Equipamiento Ferroviario en 1994.